# Glasnevin
Glasnevin (Glas Naíon en irlandais) est une ville du comté de Dublin en république d'Irlande.
La ville de Glasnevin se trouve dans la banlieue nord de Dublin.

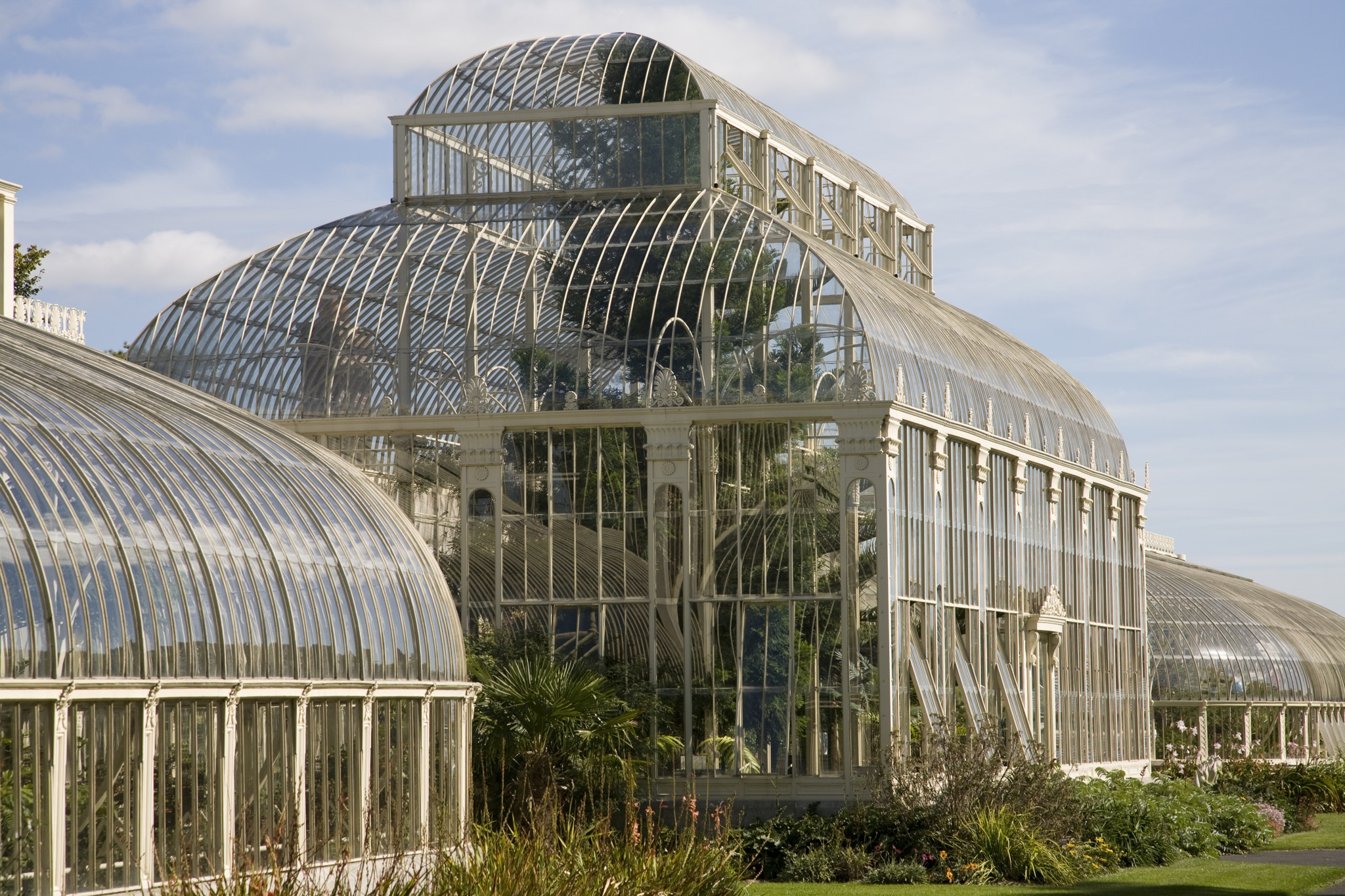
Le grand palmarium du jardin botanique national d'Irlande

Elle abrite notamment le jardin botanique national d'Irlande (en) (National Botanic Gardens).